# Грушевый Нижний
Грушевый Нижний — хутор в Шпаковском муниципальном округе Ставропольского края России.

## География
Расстояние до краевого центра 11 км, до центра округа 22 км.
Хутор находится в верховье реки Грушёвой. К северо-западу от Грушевого Нижнего расположен хутор Грушёвый и озеро Кравцово. К юго-востоку расположены леса и село Татарка. К юго-западу от хутора находятся степи. 

## История
До 16 марта 2020 года входил в упразднённый Татарский сельсовет.

## Население
| 1989 | 2002 | 2010 | 2013 | 2014 | 2021 |
| ---- | ---- | ---- | ---- | ---- | ---- |
| 6    | ↘4   | ↗15  | →15  | →15  | ↘14  |

По данным переписи 2002 года, в хуторе проживало 4 человека, все — русские.